# Kim Dzsongun
Kim Dzsongun (hangul: 김정은, handzsa: 金正恩, RR: Kim Jong-un; Phenjan (Pyongyang), 1984. január 8. –) koreai politikus és diktátor, a Koreai Népi Demokratikus Köztársaság vezetője 2011 óta. A Koreai Munkapárt Államügyi Bizottságának elnöke, a Koreai Néphadsereg főparancsnoka, a Koreai Munkapárt és a párt Központi Katonai Bizottságának elnöke. Az előző észak-koreai vezető, Kim Dzsongil (Kim Jong-il) legfiatalabb fia, az örökletes köztársaságot és a Kim-dinasztiát alapító Kim Ir Szen unokája.

## Fiatalkora
Phenjan (Pyongyang)ban, 1984 januárjában született Kim Dzsongil és Ko Jonghi (Ko Yong-hui) legfiatalabb gyermekeként. Nevének jelentése „igaz kegyelem”. 11 éves korában apja japán szakácsa, Fudzsimoto Kendzsi fényképezte le őt.
Szintén Fudzsimotótól lehet tudni, hogy gyermekkorában Kim Dzsongun (Kim Jong-un) szeretett kosárlabdázni és rollerezni, 13-14 éves kora óta pedig dohányzik.
Észak-Koreában a diákoknak tanulni kell Kim forradalmi tetteiről. Ezek közé tartozik például, hogy háromévesen már tudott autót vezetni. Állítólag több plasztikai műtéten esett át, hogy arcát minél hasonlatosabbá tegyék nagyapjáéhoz, az államalapító Kim Ir Szenéhez.
Egyetlen olyan fénykép készült róla, amelyen tudni lehet az életkorát. Továbbá a japán Mainicsi Simbun azóta közölt egy fotót, amelyen ő látható, állítólag 16 éves korában. Svájcban, az angol nyelvű Berni Nemzetközi Iskola diákja volt 1998-ig Pak Un álnéven, ekkor 1984. július 5-i születési dátummal regisztrálták. 2002 és 2007 között a Phenjani Katonai Akadémián tanult. 2010 júliusában jelentek meg új fotók, amelyeken a feltételezés szerint ő látható, mint a svájci magániskola diákja.
2009-ben felbukkant egy hír, mely szerint Kim Dzsongun lehet apja, Kim Dzsongil utódja. A hírt Alejandro Cao de Benós, a Korean Friendship Association (KFA) jelenleg (2023) is hatalmon lévő elnöke a dél-koreai hírszerzés koholmányának nevezte, és Kim Dzsongunnak még a létezését is kétségbe vonta.
Koreai anyanyelvén kívül állítólag beszél még angolul és németül, szeret síelni és kosárlabdázni, Michael Jordan, Jean-Claude Van Damme és George Pulkos argentin színész rajongója. Túlsúlyos, és egyes dél-koreai források szerint cukorbetegségben szenved.

### Utódlás
A korábbi észak-koreai vezető kedvence eleinte Kim Dzsongnam (Kim Jong-nam), az idősebb fia volt, ám kegyvesztett lett, amikor 2001-ben rövid japán fogságba esett, mert hamis útlevéllel lépett az országba. Testvére, Kim Dzsongcshol (Kim Jong-chol) pedig azért nem lehetett az ország vezetője, mert apja túl nőiesnek tartotta. Fudzsimoto szerint Dzsongun (Jong-un) „pontosan olyan, mint az apja”, és ezért a kapcsolat közöttük igen jó volt.
Kim Dzsongil (Kim Jong-il) korábbi kabinetfőnöke részleteket hozott nyilvánosságra Kim Dzsongun (Kim Jong-un)ról és kijelentette, hogy apja őt tekinti utódjának. 2009. január 15-én a Yonhap News dél-koreai hírügynökség azt jelentette, hogy Kim Dzsongil (Kim Jong-il) kinevezte Kim Dzsongun (Kim Jong-un)t utódjának.
2009. március 8-án a BBC arról tudósított, hogy Dzsongun (Jong-un) is indulni fog az országban tartott parlamenti választásokon. Későbbi értesülések szerint a neve nem jelent meg az új képviselők listáján, viszont beválasztották az ország legfelső döntéshozó szervének, a Nemzetvédelmi Bizottságnak a soraiba. Születésnapja jelenleg nemzeti ünnep az országban.
A Koreai Munkapárt 2010 szeptember végén összehívott kongresszusa a Központi Katonai Bizottság alelnökévé és a párt Központi Bizottságának tagjává választotta. Ezzel egy időben hadseregtábornokká nevezték ki. Nagynénje, Kim Gjonghi (Kim Kyung-hee) (Kim Dzsongil (Kim Jong-il) húga) szintén ilyen rendfokozatot kapott.
2010. október 10-én, a Koreai Munkapárt alapításának 65. évfordulóján rendezett ünnepségen apjával együtt jelent meg a dísztribünön, az ünnepség végéig szinte egyenrangú résztvevőként viselkedett. A külföldi megfigyelők legnagyobb része ebből arra engedett következtetni, hogy ezzel hivatalosan is az észak-koreai állam vezetőjének utódjaként mutatták be a népnek és a nagyvilágnak.
Apja életének utolsó évében a Koreai Néphadsereg tábornoka, a Koreai Munkapárt Központi Bizottságának tagja és a Központi Katonai Bizottságának alelnöke, magas rangú észak-koreai tisztviselő, Kim Dzsongil (Kim Jong-il) örököse. 2012 júliusa óta a Koreai Néphadsereg marsallja és főparancsnoka.
Az apja temetésének előkészületeit vezető bizottság élére őt nevezték ki, a KCNA észak-koreai hírügynökség a Nagy Utód-ként említette.

## Észak-Korea vezetőjeként
Egyes dél-koreai diplomaták szerint Kim Dzsongil (Kim Jong-il) halála után azonnal megkezdődött az ő kormányzása, a hatalomváltás zökkenőmentesen ment végbe. A Reuters értesülései szerint a hadsereg kiáll Dzsongun (Jong-un) mellett, azonban ő még túl tapasztalatlan, hogy egyedül vezesse az országot, így nagybátyjával, Csang Szongthek (Jang Sung-taek)kel és a hadsereg tábornokaival kénytelen volt a hatalmat megosztani. Pár nappal apja halála után az észak-koreai média már a hadsereg főparancsnokaként, a Koreai Munkapárt vezetőjeként és „a párt, az állam és a hadsereg éles elméjű vezetőjeként” utalt rá, ezzel is mutatva hatalma megszilárdulását. A december végén északon járt dél-koreai delegáció tagjai vele is találkoztak. Az észak-koreai média 2012. január 1-jén arra szólította fel az embereket, hogy élő pajzsként mindhalálig védjék Kim Dzsongunt, és bízzanak vezetői képességeiben.
Fél évvel hatalomra kerülése után Kim leváltotta minden tisztségéből addigi mentorát, Ri Jonghót (Ri Yong-hót), annak egészségi állapotára hivatkozva. Valószínűbb azonban, hogy hatalmi harc állhat a háttérben. Utódja a vezérkar élén Hjon Jongcshol (Hyon Yong-chol), míg a hadsereg főparancsnoka Kim lett. Bár ezen lépése jelentheti az ország közelgő irányváltását, az Amerikai Egyesült Államok továbbra sem tekinti legitimnek rendszerét, főleg a rakétakísérletek folytatása miatt. A kísérletek annak ellenére folytatódtak, hogy Kína elnökhelyettese látogatásakor figyelmeztette Kimet, ne tegyen így.
2012. július 25-én az észak-koreai rádió Kim házasságáról tett bejelentést: felesége az a Ri Szoldzsu (Ri Sol-ju) lett, aki az egybekelést megelőző egy hónapban feltűnt Észak-Korea vezetőjének társaságában. A hölgy személyét illetően több találgatás is napvilágot látott a nyugati sajtóban, például az, hogy talán a Moranbong Band hasonló nevű énekesnőjéről van szó, akit Kim Dzsongil (Kim Jong-il) tiltott el a fiától.
2013. január 26-án a legfelsőbb védelmi és biztonsági tisztviselők rendkívüli ülésén megbízást adott ki egy új nukleáris teszt előkészületeire és január 29-i hatállyal rendkívüli állapotot vezetett be Észak-Koreában.
2018. március 25. és 28. között ellátogatott Pekingbe, ahol találkozott Hszi Csin-ping (Xi Jinping) kínai elnökkel. 2011-es hatalomátvétele óta ez volt az első külföldi látogatása.
2018. április 27-én Panmindzson (Panmunjeom) dél-koreai részén, a Békeházban tárgyalásokat folytatott Mun Dzsein (Moon Jae-in) dél-koreai elnökkel, ezzel megvalósult a 2018. áprilisi Korea-közi találkozó, így Kim Dzsongun (Kim Jeong-eun) lett az első észak-koreai vezető, aki Dél-Koreába látogatott a koreai háború 1953-as felfüggesztése óta. Alig egy hónappal később, május 26-án Mun elnök viszonozta a látogatást, létrehozva a negyedik, 2018. májusi Korea-közi találkozót, amire az északi oldalon lévő Egyesítés Pavilonban került sor.

### Megszólítása, címei
Teljes koreai megszólítása: 조선로동당 위원장이시며 조선민주주의인민공화국 국무위원회 위원장이시며 조선인민군 최고사령관이신 경애하는 김정은동지, azaz „A Koreai Munkapárt elnöke, a Koreai Népi Demokratikus Köztársaság Államügyi Bizottságának elnöke, a Koreai Néphadsereg Legfelsőbb Főtábornoka, a tisztelt Kim Dzsongun elvtárs”.

## Művei
- A dzsucse forradalmának új korszakával szembenéző Kim Ir Szen Egyetem alapvető feladatairól (주체혁명의 새시대 김일성종합대학의 기본임무에 대하여)
- Vezessük be az aranykorba a Kimirszenista-Kimdzsongilista Fiatalok Mozgalmát! (김일성-김정일주의청년운동의 최전성기를 펼쳐나가자)
- Éljünk és harcoljunk a Pektu forradalmi szellemiségében, a Pektu jégverésének szellemiségében! (백두의 혁명정신, 백두의 칼바람정신으로 살며 투쟁하자)
- Hozzunk el egy gyökeres fordulatot a vörös zászló hármas forradalmának mozgalmában összhangban a fejlődés forradalmának elvárásaival! (혁명발전의 요구에 맞게 3대혁명붉은기쟁취운동에서 근본적인 전환을 일으키자)
- Kim Ir Szen és Kim Dzsongil elvtársak pártjának ügye legyőzhetetlen (위대한 김일성, 김정일동지 당의 위업은 필승불패이다)
- A Pektuszan Hős Fiatalság Erőmű egy büszke emlékműve fiataljainknak, és a fiatalok erejének jelképe (백두산영웅청년발전소는 자랑스러운 청춘대기념비, 청년강국의 상징이다)
- Hadviseltjeink értékes forradalmi úttörők, akik létrehozták szülőföldünk megvédésének legyőzhetetlen szellemiségét (전쟁로병들은 불굴의 조국수호정신을 창조한 귀중한 혁명선배들이다)
- Az egész párt, a teljes hadsereg és az összes polgár vegyen részt az erdőhelyreállító kampányban, hogy az ország hegyeit zöld erdők borítsák! (전당, 전군, 전민이 산림복구전투를 힘있게 벌려 조국의 산들에 푸른 숲이 우거지게 하자)
- Nyissuk meg a Kim Dzsongil tanításaihoz hű Zainicsik Mozgalmának új aranykorát! (위대한 김정일동지의 뜻을 받들어 재일조선인운동의 새로운 전성기를 열어나가자)
- Nyissuk meg a Pektu forradalmi szellemiségében az országunk sportnagyhatalommá való átépítésének új aranykorát! (백두의 혁명정신으로 체육강국건설에서 새로운 전성기를 열어나가자)
- Ösztönözzük a Szepho Haszonállatgazdaság építését és hozzuk el az állattenyésztés nagy fordulatát! (세포지구 축산기지건설을 다그치며 축산업발전에서 새로운 전환을 일으키자)
- Nemzeti örökségeinknek megőrzése egy hazafias felelősségvállalás, amely tovább ékesíti nemzetünk történelmét és hagyományait (민족유산보호사업은 우리 민족의 력사와 전통을 빛내이는 애국사업이다)
- Fiatalok, legyetek a Párt Szonguni forradalmi ügyének végsőkig hűséges úttörő harcosai! (청년들은 당의 선군혁명위업에 끝없이 충실한 전위투사가 되자)
- Hozzunk újításokat a szocialista vidéki eszmény magasba tartott zászlaja alatt, a mezőgazdasági termelés terén! (사회주의농촌테제의 기치를 높이 들고 농업생산에서 혁신을 일으키자)
- 당의 주체적건축사상을 철저히 구현하여 건설에서 대번영기를 열어나가자